# Firmenich (Mechernich)
Firmenich ist ein nördlicher Stadtteil von Mechernich im nordrhein-westfälischen Kreis Euskirchen. Durch den Ort fließt der Bleibach. Sehenswert ist die Burg Firmenich.
Die Ortschaft verfügt über ein Dorfgemeinschaftshaus, einen Kindergarten und die Kapelle St. Barbara. Ferner liegt in Firmenich die so genannte Kultur- und Freizeitfabrik „Zikkurat“ mit einer Gesamtnutzfläche von 12.000 m².

## Geschichte
Firmenich ist eine Siedlung römisch-keltischen Ursprungs, während die Burg im Mittelalter errichtet wurde. Früher gab es in Ortsnähe den jüdischen Friedhof Firmenich.
Am 1. Juli 1969 wurde die Gemeinde Satzvey-Firmenich nach Veytal eingemeindet.
Am 1. Januar 1972 wurde die Gemeinde Veytal (mit Ausnahme des Ortsteils Schwerfen, der zur Stadt Zülpich kam) in die Gemeinde (heute Stadt) Mechernich eingegliedert.

## Verkehr
Durch den Ort verläuft die L 11 unmittelbar an der B 266. Die nächste Anschlussstelle ist Euskirchen-Wißkirchen auf der A 1.
Die VRS-Buslinie 808 der RVK verbindet den Ort - mit den Haltestellen Eifel-Therme-Zikkurat, Firmenich Denkmal und Firmenich Mitte -  mit Mechernich und Euskirchen. Zusätzlich verkehren einzelne Fahrten der auf die Schülerbeförderung ausgerichteten Linie 868.
| Linie | Betreiber | Verlauf |
| ----- | --------- | --- |
| 808   | RVK       | Euskirchen Bf – Euenheim – Wißkirchen – Obergartzem – Firmenich – Schaven – Kommern – (Kommern-Süd –) Mechernich Stiftsweg – Mechernich Bf (– Roggendorf – Denrath – Kalenberg – Wallenthal – Wallenthalerhöhe – Kall Bf) |
| 868   | Schäfer   | Satzvey – Obergartzem – Firmenich – (Kommern – Katzvey) / (Schaven – Gehn) – Mechernich Bf → Mechernich Feytal |